# AkelPad
AkelPad是一个为Windows环境开发的轻量级开源免费文本编辑器，也可以在wine环境下运行，并提供了X64版本。它被设计来作为Windows自带的记事本程序的替代方案。与Windows记事本相比，它在编程辅助功能、多语言编码等方面进行了改进。与其它开源替代方案比较，它最明显的特点是仿自Windows记事本的简约程序风格、可直接在状态栏上实时切换编码码表和选择保存编码码表、可高度自定义的语法高亮模板。AkelPad采用BSD许可证进行授权。

## 功能
- 单文档界面（SDI）、多文档界面（MDI）、通过标签切换和分割窗口的方式实现的伪多窗口模式（PMDI）
- 并支持本程序打开的文档内和文档间的拖放
- 在系统内存允许的范围内，快速处理大型文件
- 对Unicode文本的完整支持，需要Unicode系统的支持（Windows NT/2000/XP/2003/Vista/7以及以上）
- 支持系统中安装的任意码表
- 实时更换显示编码表，可选择保存时使用的码表，可转码
- 支持DOS/Windows、Unix、Mac等各种换行标记
- 打开文件前预览
- 正确显示制表符
- 可按行、垂直或者按块选择文本
- 多次撤销
- 高速的全文文本搜索和替换
- 可记忆打开过的文件的最终编码码表和插入记号位置
- 可用只读模式打开文档
- 可打印彩色文档，可进行打印预览
- 支持语言模块
- 插件（包括语法高亮、语句折叠、自动完成、脚本执行、键盘宏在内的31种多种插件）

## 参照
- 官方网站（页面存档备份，存于）
- SourceForge项目网站（页面存档备份，存于）
- 文件编辑器列表
- 文件编辑器比较

1. ↑  https://sourceforge.net/projects/akelpad/files/AkelPad%204/4.9.9/; 检索日期: 2025年1月19日; 出版日期: 2024年10月16日.